# Refractor (optometrie)

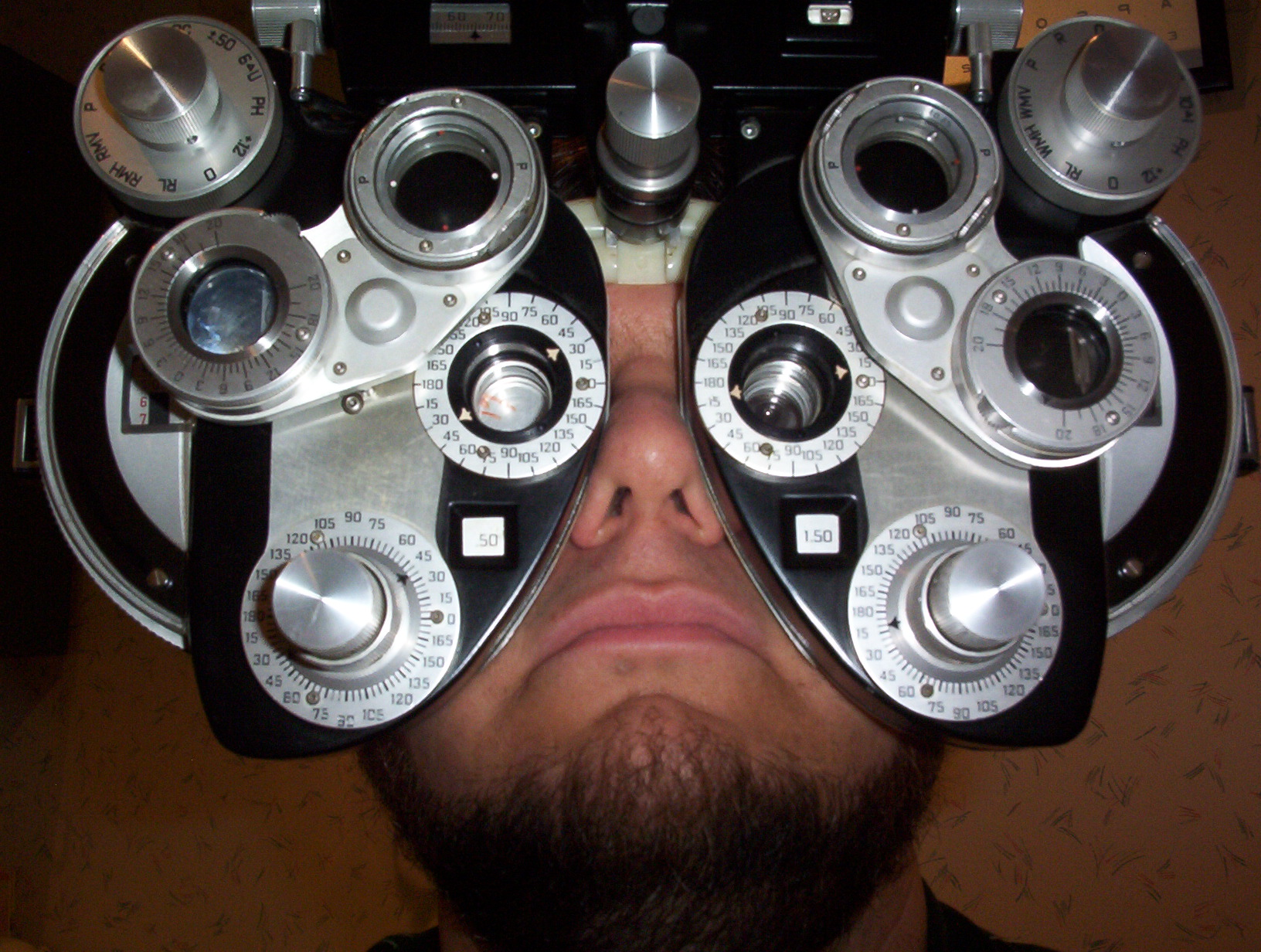
Oogmeting met een handphoropter (gezien vanaf de kant van de opticien)

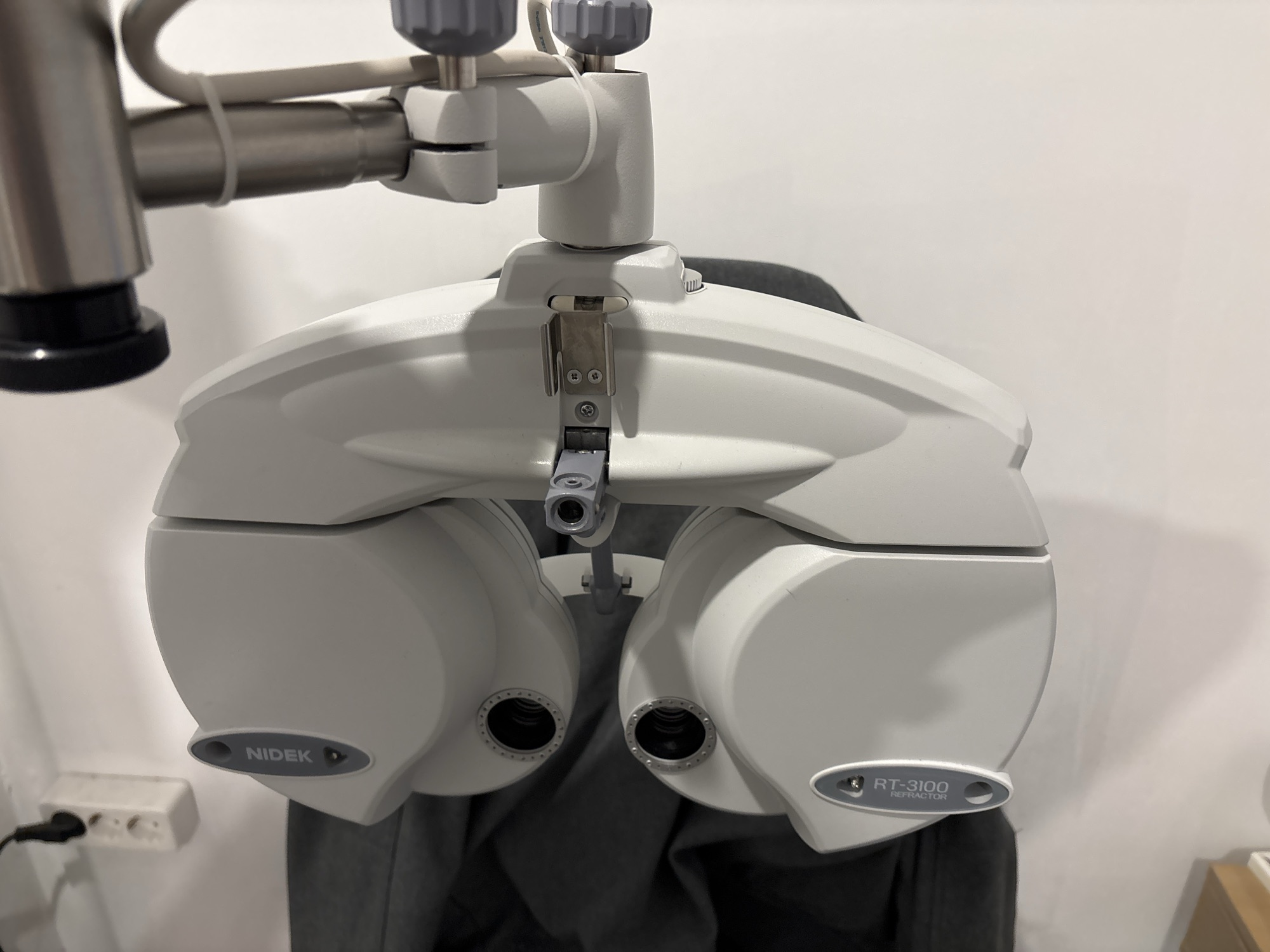
De digitale variant van de phoropter

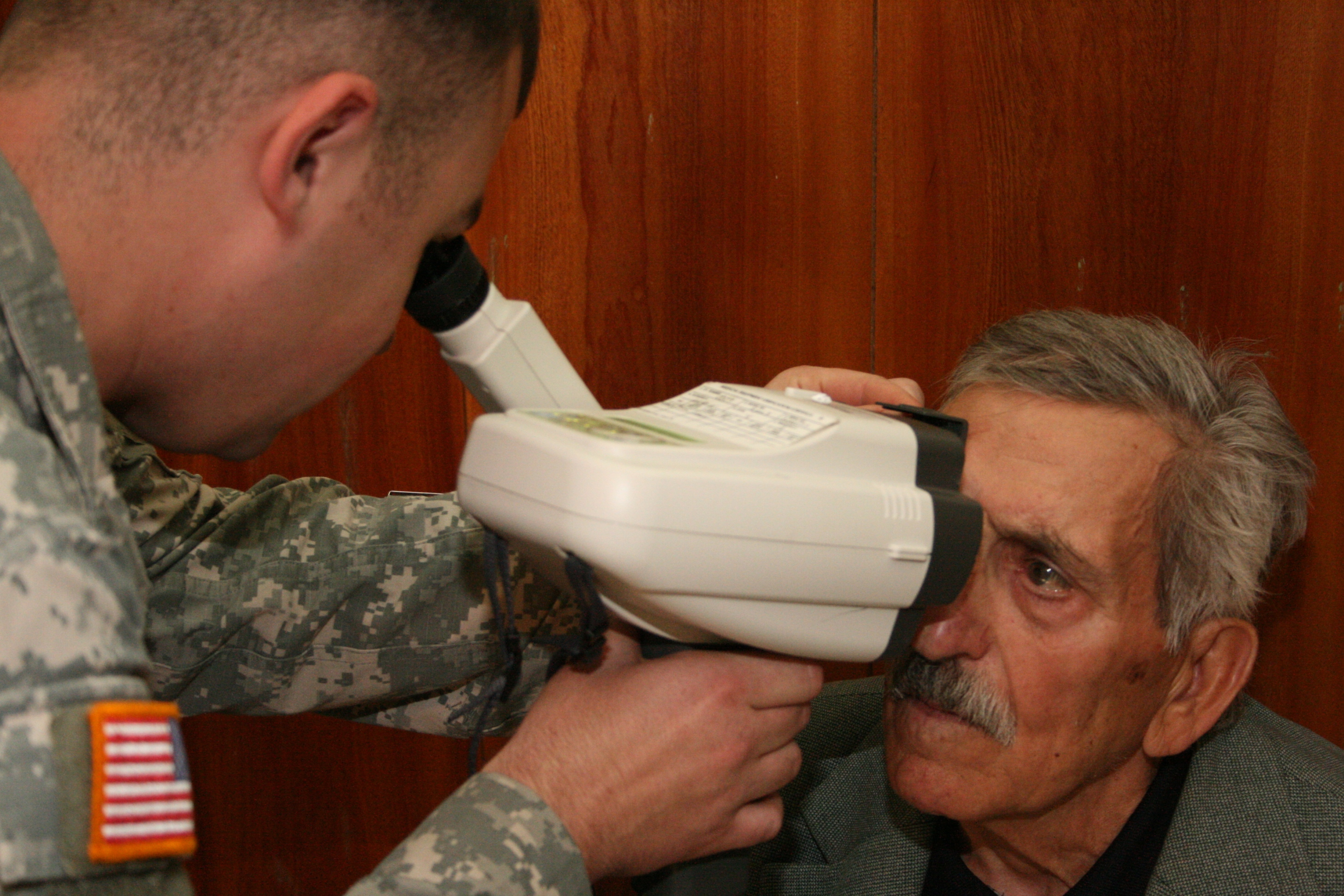
Een optometrist van het Amerikaanse leger onderzoekt m.b.v een draagbare autorefractor een dorpsbewoner tijdens een medische-hulpverleningsmissie in Bulgarije (sept. 2009)

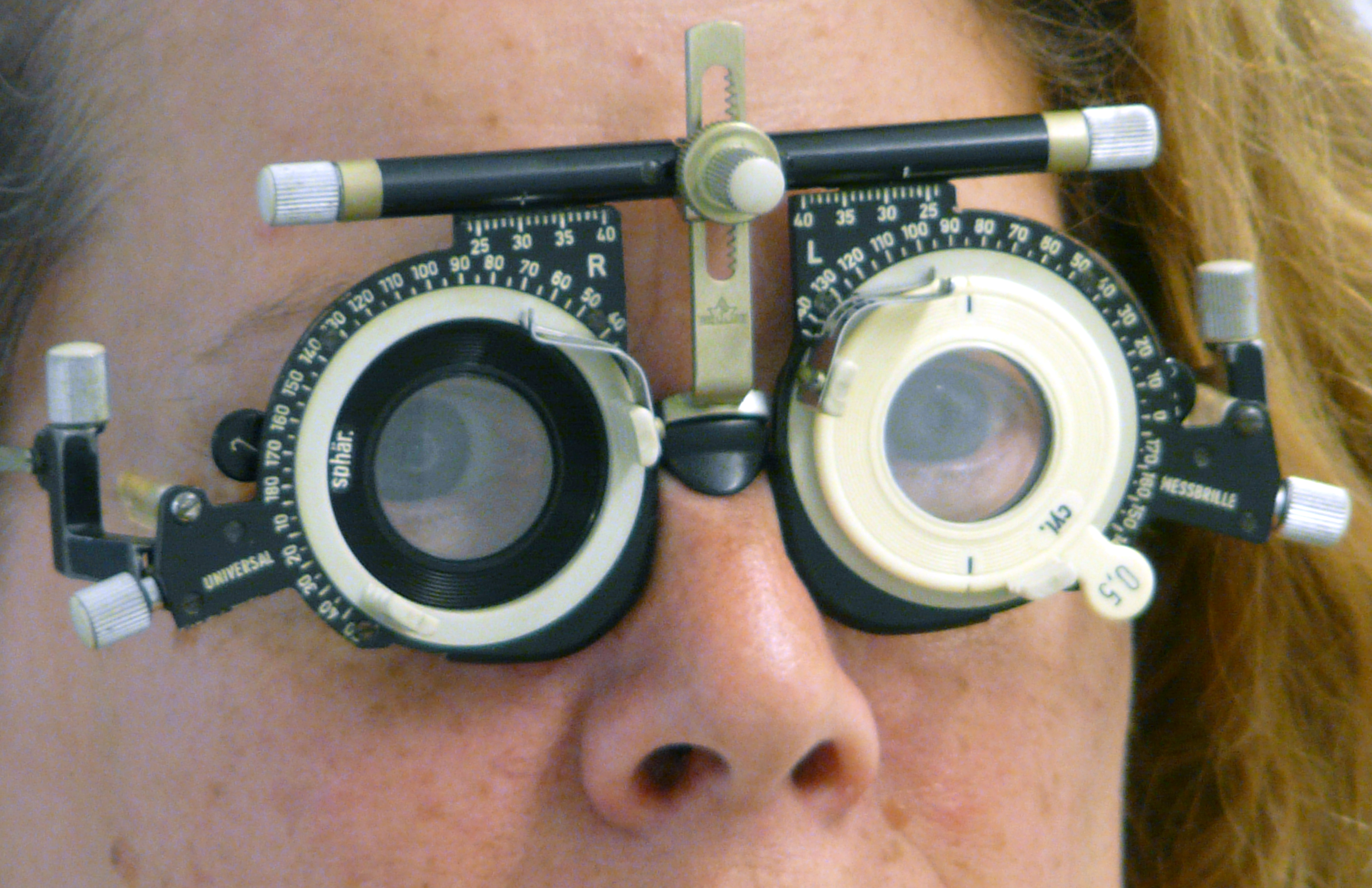
Het alternatief: de pasbril...

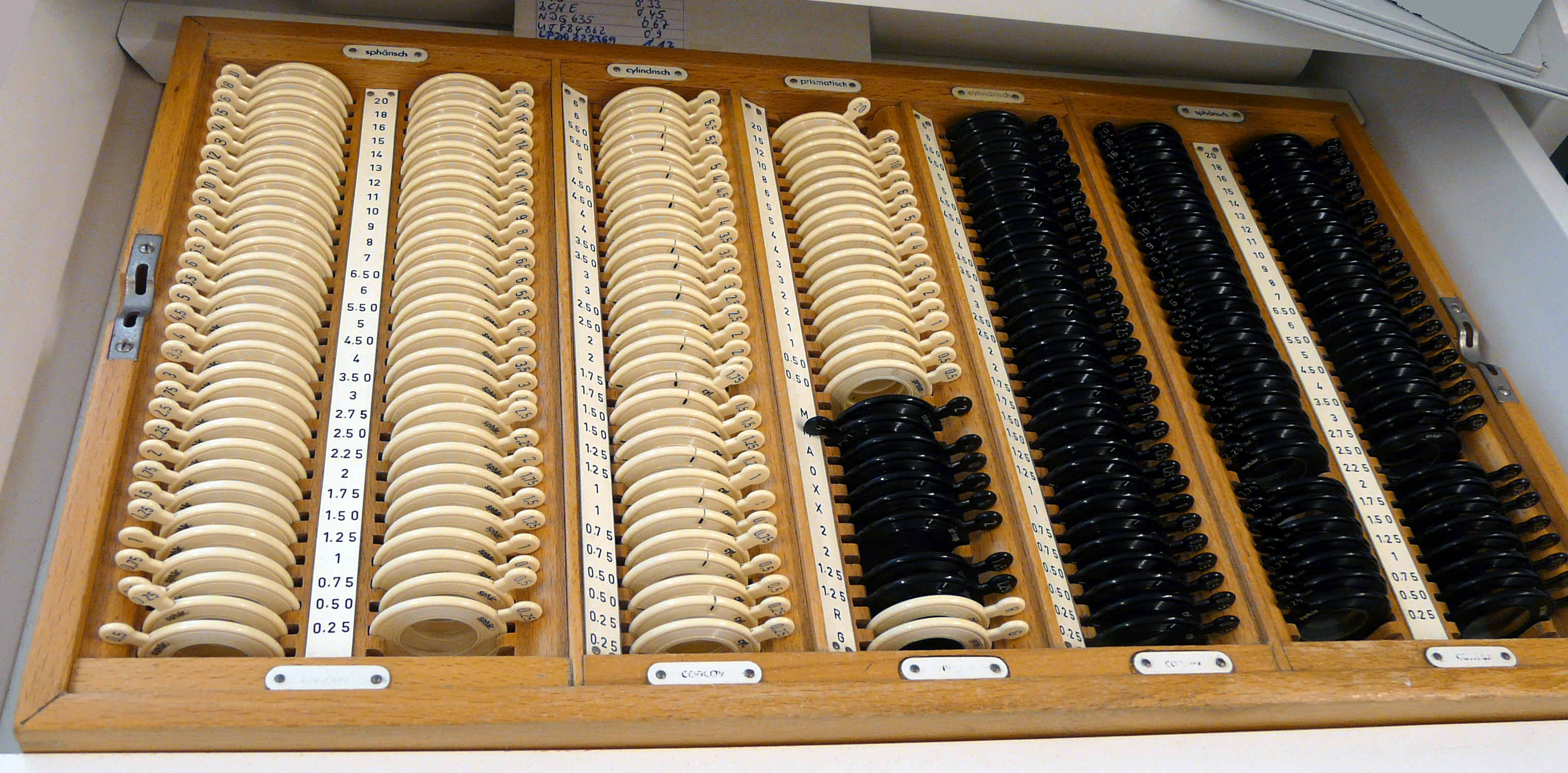
...en de doos met losse glazen

In de optometrie wordt onder een refractor verstaan een optisch instrument waarmee de ooglenssterkte kan worden gemeten, bijvoorbeeld ten behoeve van een brilrecept.
Hierbij wordt de benodigde correctie bepaald: de sterkte in dioptrie, de sterkte en de asrichting voor de eventuele cilindrische correctie voor astigmatisme en de eventuele extra sterkte van het leesgedeelte (de zogenaamde leesadditie). (Astigmatisme wordt ook wel cilinderafwijking genoemd.)
Er zijn in beginsel twee meetmethodes, die met een foropter of (handbediende) refractor, en die met een autorefractor of automatische refractor.

## Foropter
De foropter of (handbediende) refractor, vaak kortweg refractor genoemd, is een instrument dat voor de ogen wordt gehangen en te beschouwen is als een soort instelbare bril. De cliënt kijkt, met één oog tegelijk, door het instrument naar een zogenaamde Snellenkaart, waarop rijen letters in verschillende groottes staan. Van de door de optometrist aangegeven rij moet de cliënt de letters oplezen. De optometrist bepaalt proberenderwijs welke lenssterktes en eventuele andere correcties het beste resultaat geven. Foropters worden hetzij rechtstreeks met knoppen op het instrument zelf bediend, hetzij met knoppen op een bedieningspaneeltje via een kabel.
Indien voorgaande meetresultaten van de cliënt beschikbaar zijn – bijvoorbeeld van een bestaande bril – kunnen deze van tevoren op de foropter worden ingesteld als uitgangswaarden voor de nieuwe meting, waardoor het meetproces aanzienlijk sneller kan verlopen.
Deze meetmethode wordt ook wel een subjectieve oogmeting genoemd, omdat de cliënt mede zelf het resultaat moet beoordelen.

## Autorefractor
Een autorefractor is een instrument waarbij de cliënt door een instelbaar lenzenstelsel naar een afbeelding kijkt. Er bestaan verschillende soorten autorefractoren. De meeste berusten op een zogenaamde Badal-optometer. Zo projecteert een bepaald type autorefractor een afbeelding (bijvoorbeeld een spleet) met behulp van infrarood licht (800 à 900 nm) via een stralingsdeler en via de ooglens op het netvlies. Via een ander lenzenstelsel wordt dit netvliesbeeld op een beeldsensor in de autorefractor afgebeeld. Een computer vergelijkt dit beeld met de oorspronkelijke spleet. Een verplaatsbare lens – een zogenaamde Badal-lens – tussen de stralingsdeler en het oog wordt nu zodanig ingesteld dat het uiteindelijke beeld op de sensor zo veel mogelijk gelijk is aan de oorspronkelijke afbeelding. De instelling van de Badal-lens geeft nu de vereiste correctiesterkte aan. Op soortgelijke wijze worden de andere relevante lensfouten van het oog, zoals astigmatisme, bepaald. Er wordt een kleine correctie aangebracht voor de chromatische aberratie ten gevolge van het gebruik van infrarood licht.
Bij een autorefractor spreekt men wel van een objectieve oogmeting, omdat de cliënt zelf geen invloed heeft op het resultaat.
Men zou verwachten dat een objectieve meting beter is dan een subjectieve. Toch wordt in de praktijk de voorkeur gegeven aan de subjectieve methode.
De autorefractor wordt soms gebruikt voor een eerste oriënterende meting, om als uitgangspunt te dienen voor de meting met de foropter. Daarnaast wordt de autorefractor gebruikt in situaties waar de communicatie wordt bemoeilijkt, zoals bij kleine kinderen, bij buitenlanders die de taal niet kennen, bij mensen met afasie, etc.
Meestal zijn autorefractoren op een tafel gemonteerd, maar er bestaan ook draagbare versies, voor onder meer mobiel gebruik.